# مون‌واک (رقص)
مون‌واک (به انگلیسی: Moonwalk) (به فارسی: ماه‌پیمایی) نام یک تکنیک رقص است که در اوایل دههٔ ۸۰ میلادی (دههٔ ۶۰ خورشیدی) توسط مایکل جکسون به شهرت رسید. در این تکنیک رقص، رقصنده پاهایش را به شیوه‌ای خاص به عقب هل می‌دهد طوری که به بیننده این حس را القا می‌کند که در حال قدم زدن به سمت پشت است.
مایکل جکسون در ۲۵ مارس ۱۹۸۳ (‎۵ فروردین ۱۳۶۲) در ویژه برنامهٔ «موتاون ۲۵» که توسط ۴۷ میلیون بیننده مشاهده می‌شد در سن ۲۴ سالگی این رقص را هنگام اجرای ترانهٔ «بیلی جین» به نمایش گذاشت. جکسون سپس نام «مون‌واک» را برای این رقص انتخاب کرد.
مون‌واک یکی از شناخته شده‌ترین رقص‌های جهان است که امضای هنری مایکل جکسون را دارد.

## تاریخچهٔ مون‌واک
اولین تصویری که از یک رقصنده در حال انجام این رقص در سال ۱۹۳۲ است. این رقص در ابتدا فقط به صورتی بود که رقصنده به صورت معمولی به عقب قدم برمی‌داشت. در سال‌های بعد نیز رقصده‌ها و هنرمندان دیگری نیز به نوعی این رقص را انجام دادند.
مایکل جکسون در سال ۱۹۸۳ از جفری دنیل این رقص را آموخت. تا آن زمان هنرمندان بسیاری، نمونه‌های مشابه‌ای از این رقص را اجرا کرده بودند. اما اجرای جفری دنیل، نزدیک‌ترین اجرا به آن چیزی است که بعدها توسط مایکل جکسون «مون‌واک» نامیده شد را انجام داد.